# Elisabeth Friske
Elisabeth Friske (* 1939; † 31. Mai 1987 am Flughafen Lübeck-Blankensee) war eine deutsche Pilotin, die 1971 die Notlandung des Paninternational-Flugs 112 überlebte und 1987 bei einem weiteren Flugunfall ums Leben kam.

## Leben
Die Braunschweigerin Friske gilt als erste deutsche Pilotin von Passagierjets. Ihr Witwer Gerd Friske beschrieb den Pilotenberuf später als ihren Lebenstraum. 1966 war sie zusammen mit Liselotte Roland Gewinnerin der „Goldenen Rose von Eddesse“, eines Wettbewerbs für Flugzeugpilotinnen.
Sie war als Copilotin auf dem Paninternational-Flug 112 (Flugnummer DR112) eingesetzt, der am 6. September 1971 kurz nach dem Start vom Flughafen Hamburg eine Notlandung auf der Bundesautobahn 7 nahe Hasloh machen musste. Von den 121 Insassen kamen 22 ums Leben. 45 Menschen wurden zum Teil schwer verletzt, darunter auch Friske. Als Ursache stellte sich Kerosin in den Zusatztanks für die Wassereinspritzanlage heraus. Die Notlandung ohne Triebwerke gilt als fliegerische Meisterleistung.
Friske war auch nach der Notlandung weiter als Pilotin tätig. Sie kam am 31. Mai 1987 am Flughafen Lübeck-Blankensee ums Leben, als beim Travel-Air-Unfall die von Flugzeugführer Michael Heise und ihr als Copilotin geflogene Chartermaschine vom Typ Cessna Citation bei der Landung zerschellte. Die Maschine hatte den damaligen Ministerpräsidenten Schleswig-Holsteins, Uwe Barschel (CDU), an Bord. Der Politiker überlebte als einziger den Unfall.